# Ольтрарно

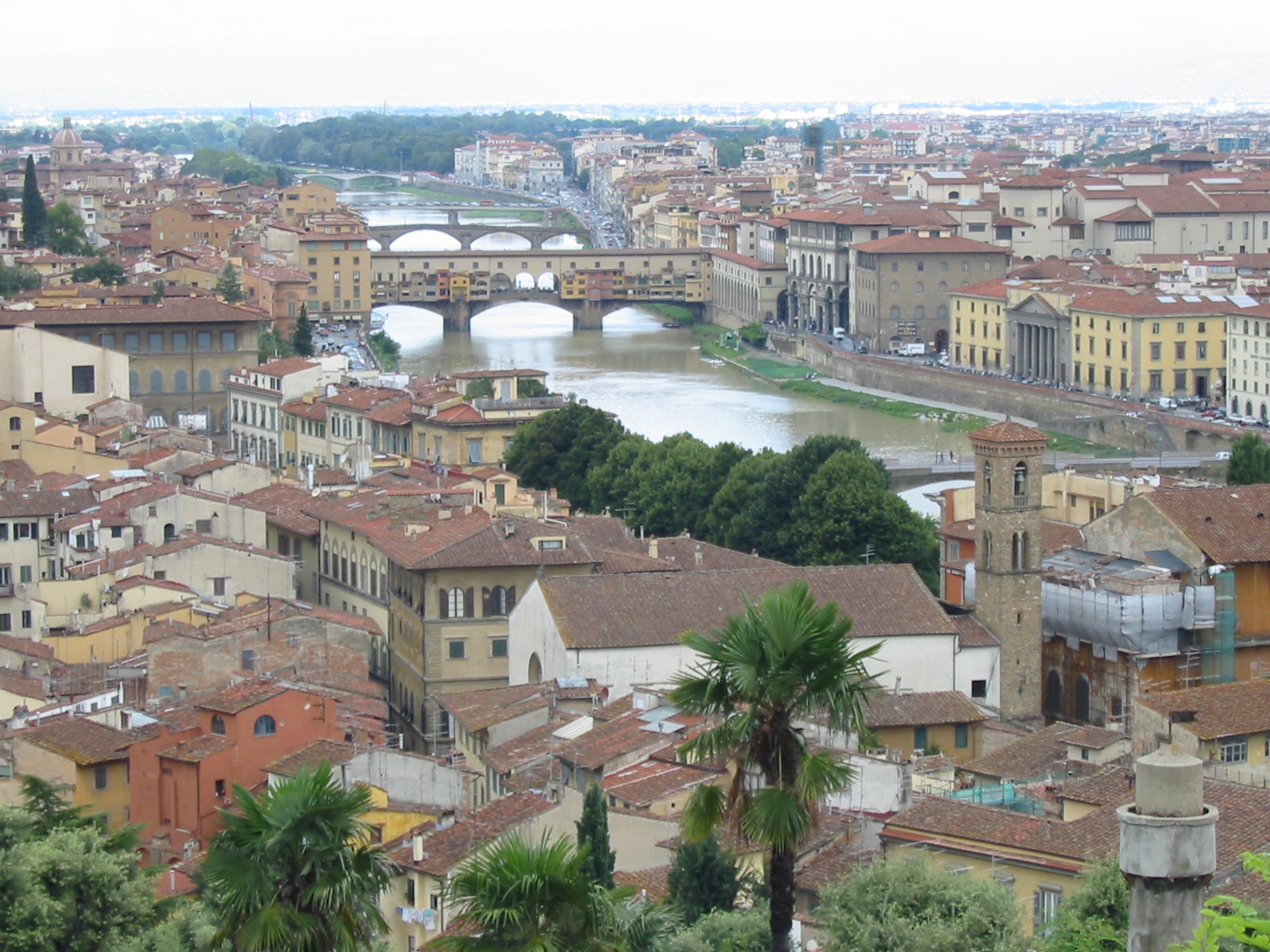
Вид на квартал Ольтрарно с площади Микеланджело

Ольтра́рно (итал. Oltrarno означает „За Арно“) — исторический квартал Флоренции (Италия), находящийся на левом берегу реки Арно. Флорентийцы называют его Диладдарно.
Квартал является неотъемлемой частью исторического центра города. Здесь находятся прекрасные памятники, сады и музеи: Палаццо Питти и Сады Боболи, церковь Санто-Спирито, площадь Микеланджело, мастерские ремесленников, ювелирные магазины и рестораны. В узких улочках Ольтрарно до сих пор ощутим дух эпохи Возрождения.

## Религиозная архитектура

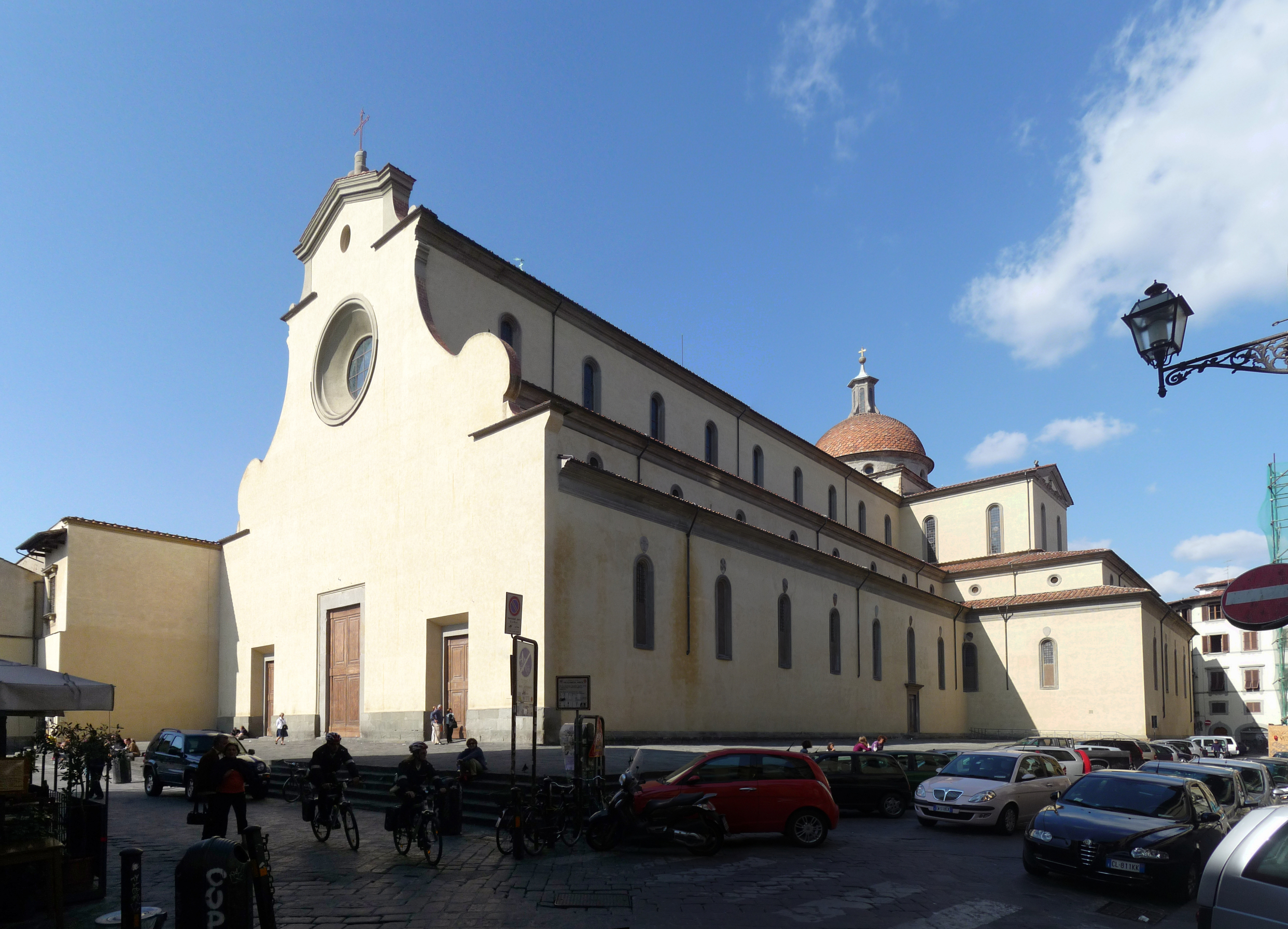
Базилика Санто-Спирито

- Санта-Мария-дель-Кармине и Капелла Бранкаччи
- Санто-Спирито
- Сан-Феличе
- Сан-Джорджо-алла-Коста[итал.]
- Сан-Якопо-сопр-Арно
- Сан-Миниато-аль-Монте
- Сан-Никколо-Ольтрарно[итал.]
- Санта-Феличита
- Санта-Лючия-деи-Маньоли
- Сан-Фредиано-ин-Кастелло

## Светская архитектура

### Дворцы

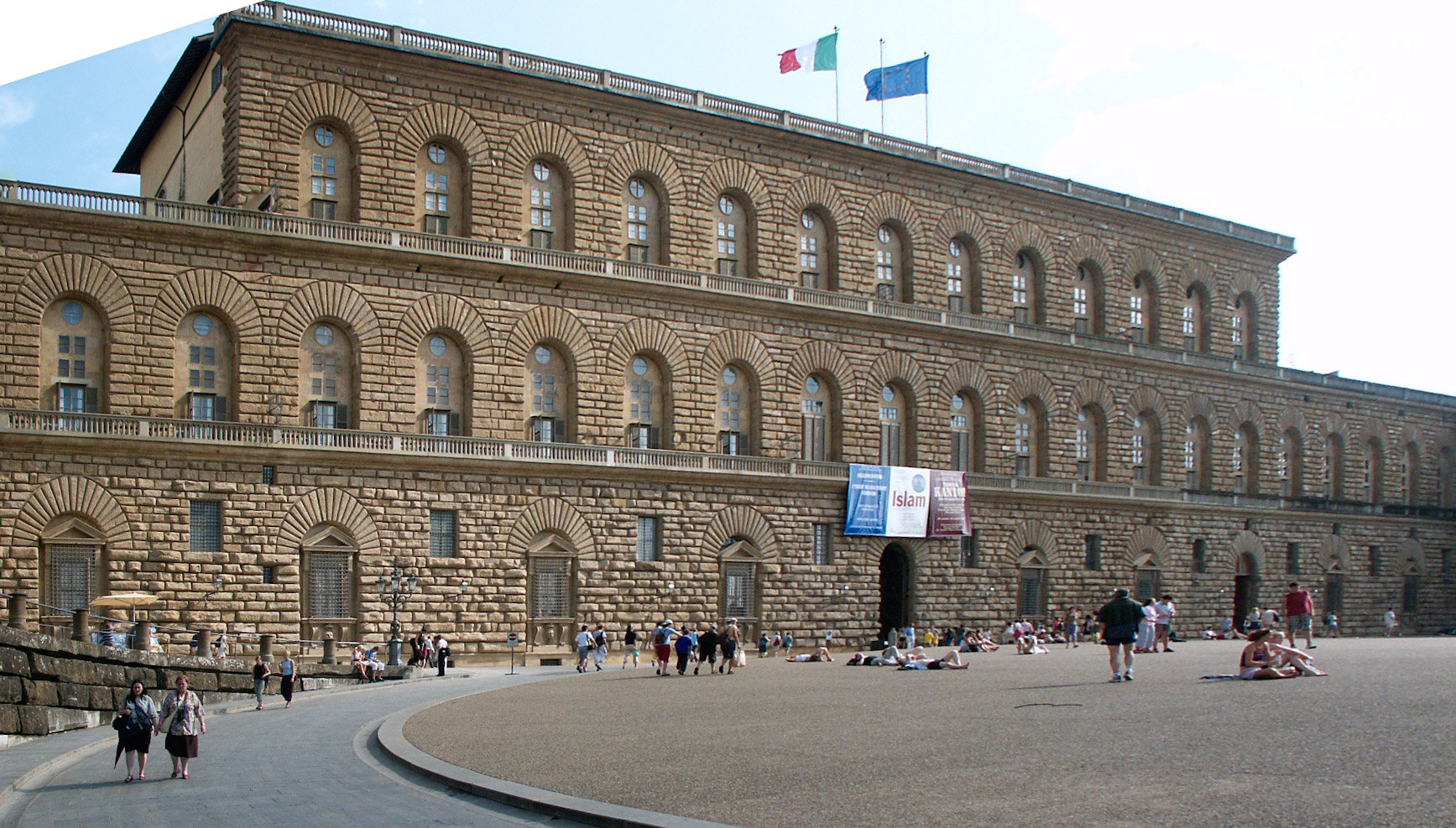
Палаццо Питти

- Палаццо Каппони-ин-Ольтрарно
- Палаццо делла Миссионе[итал.]
- Палаццо ди Бьянка Капелло
- Палаццо Питти
- Палаццо Серристори[итал.]
- Палаццо Ренаи[фр.]

### Дома-башни
Башенные дома, древние средневековые дворцы, многие из которых были разрушены в эпоху Возрождения:
- Торре деи Анджольери на улице Борго Сан-Якопо
- Торре деи Барбадори на улице Борго Сан-Якопо
- Торре деи Бельфределли на улице Борго Сан-Якопо
- Торре деи Ланфредини на улице Санто-Спирито
- Торре деи Маннелли[итал.] на улице де Барди возле Понте Веккьо (огибаемая коридором Вазари, так как владельцы дворца отказали Медичи в сносе собственного дома[2])
- Торре деи Марсили на улице Борго Сан-Якопо
- Торре деи Рамальянти на улице Рамальянти
- Торре деи Росси-Черки на углу улиц Джучардини и Борго Сан-Якопо
- Торре дельи Убрияки улице де Барди

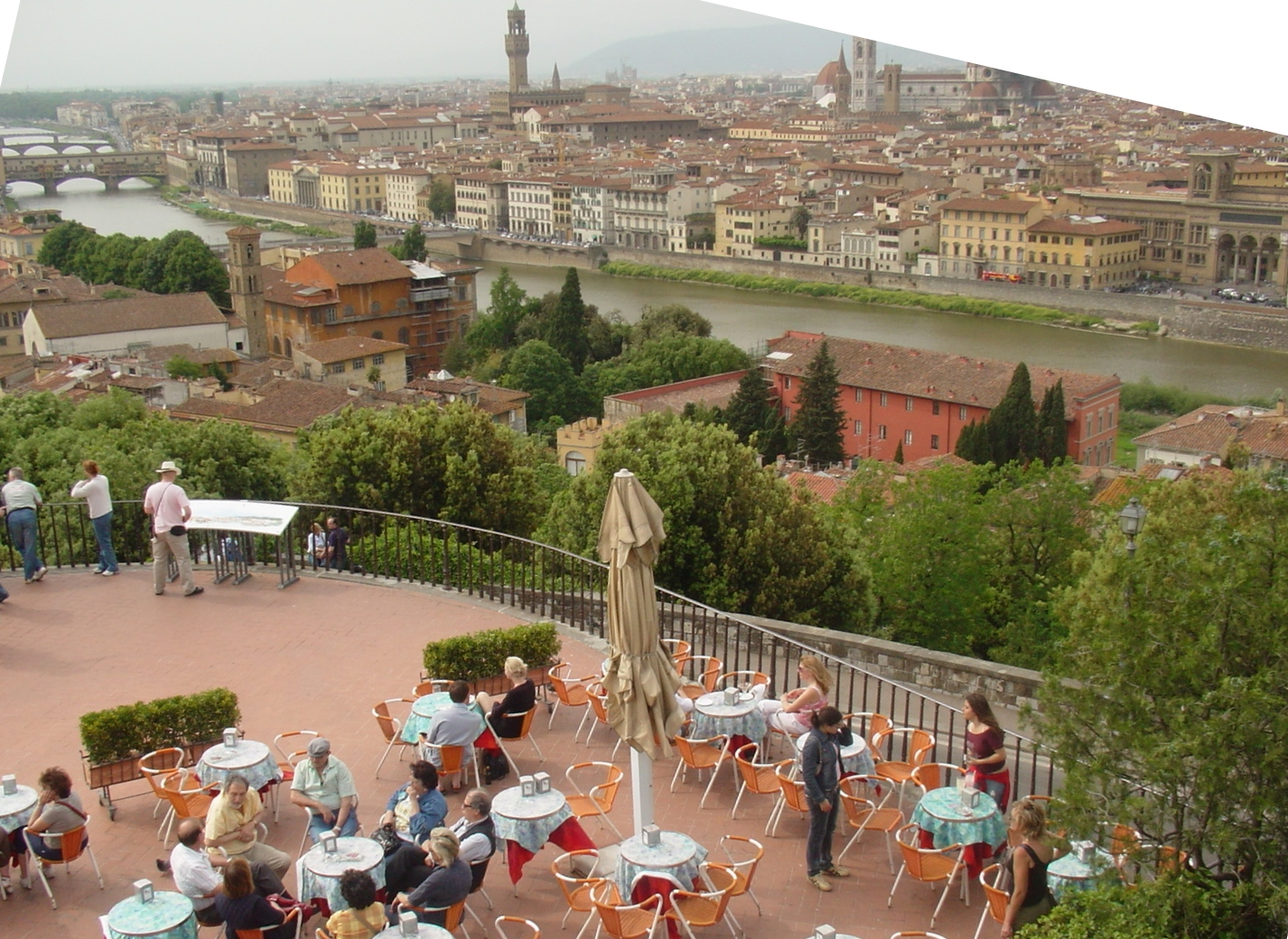
Площадь Микеланджело

## Музеи
- Дом-музей Родольфо Сивьеро[итал.]

### Площади
- Площадь Микеланджело
- площадь Тиратойо[итал.]
- площадь Кармине[итал.]

### Улицы

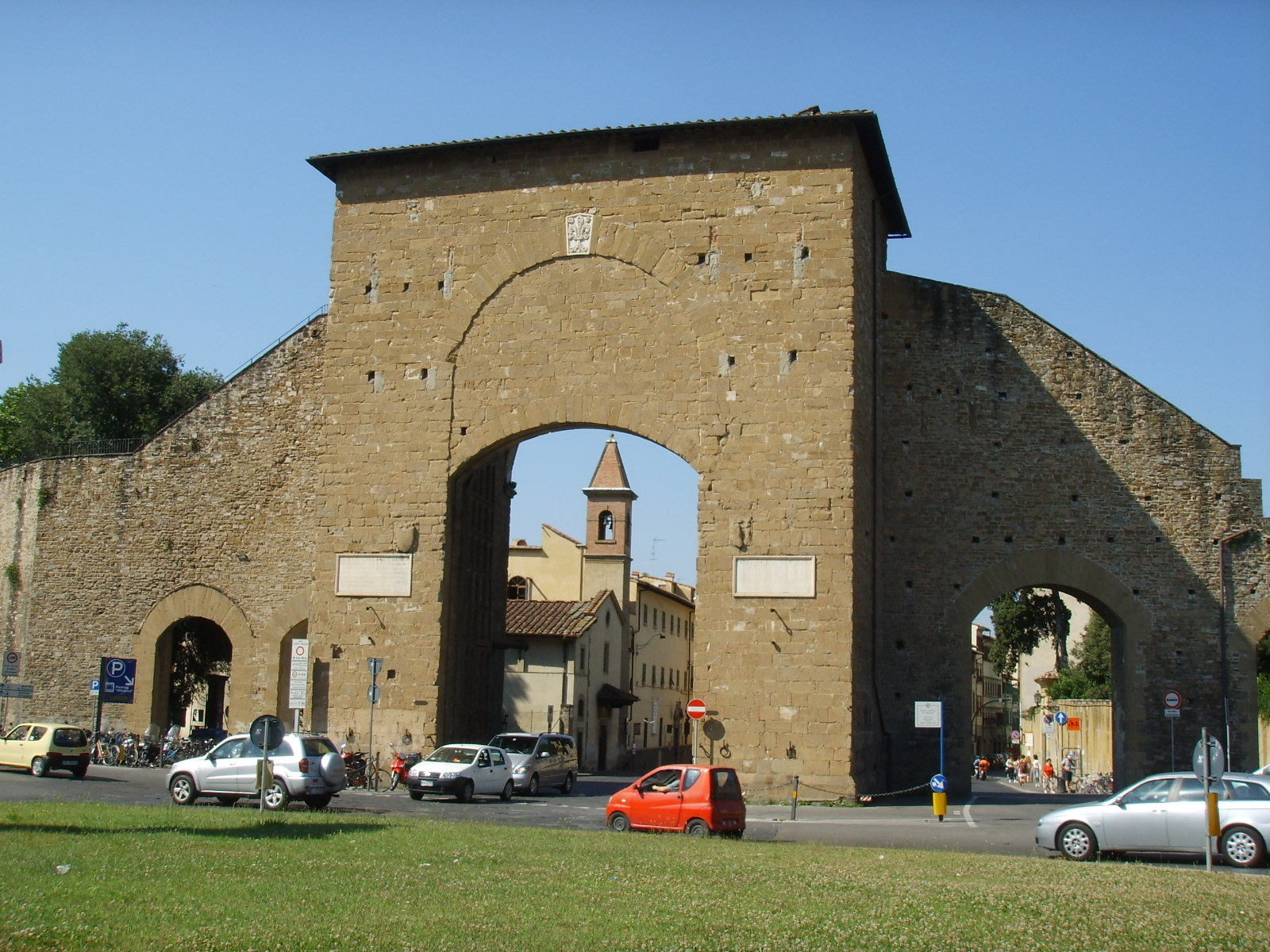
Порта Романа

- Коста Сан-Джорджо[итал.]
- Борго Сан-Якопо[итал.]

## Военная архитектура

### Ворота
- Порта Романа
- Порта Сан-Фредьяно
- Порта Сан-Джорджо[итал.]
- Порта Сан-Миниато
- Порта Сан-Никколо